# Wydział Chemiczny Politechniki Wrocławskiej
Wydział Chemiczny (W-3) Politechniki Wrocławskiej – jeden z 14 wydziałów Politechniki Wrocławskiej. Powstał w sierpniu 1945 jako Wydział Chemii Technicznej. W 1947 roku został przekształcony w Oddział Chemii Technicznej na Wydziale Matematyki Fizyki i Chemii (wspólnym UWr i PWr). W 1957 roku oddział został ponownie przekształcony w wydział pod obecną nazwą. W klasyfikacji Ministerstwa Nauki i Szkolnictwa Wyższego uzyskał kategorię "A+".
Wydział kształci na studiach inżynierskich, magisterskich i doktoranckich. Studenci II stopnia mają do wyboru 17 specjalności, w tym 4 w jęz. angielskim. Kadra akademicka to uznani eksperci w swoich dziedzinach, prowadzący rozbudowaną działalność naukowo-badawczą. Wydział ma dobrze rozwinięte zaplecze laboratoryjne - 55 laboratoriów dydaktycznych, w tym 7 komputerowych. 
Wydział ma akredytację EUR-ACE Label ENAEE European Network for Accreditation of Engineering Education (przyznany przez Komisję Akredytacyjną Uczelni Technicznych KAUT) i ECTN - Eurobachelor Certification oraz Euromaster Certfication. 
Kierunek Inżynieria chemiczna i procesowa czwarty rok z rzędu został uznany za najlepszy w Polsce wg Rankingu Kierunków Studiów Perspektywy 2024. W krajowej czołówce trzeci rok z rzędu znalazły się również Biotechnologia, Inżynieria materiałowa i Technologia chemiczna - zajmując 3 miejsce.
W roku 2024 na wydziale zatrudnionych było 235 nauczycieli akademickich.

## Jednostki organizacyjne
- Instytut Materiałów Zaawansowanych (I01W03D10)
- Katedra Biochemii, Biologii Molekularnej i Biotechnologii (K13W03D10; kierownik: prof. dr hab. inż. Andrzej Ożyhar);
- Katedra Chemii Analitycznej i Metalurgii Chemicznej (K14W03D10, kierownik: prof. dr hab. inż. Paweł Pohl);
- Katedra Chemii Biologicznej i Bioobrazowania (K15W03D10; kierownik: prof. dr hab. Marcin Drąg);
- Katedra Chemii Bioorganicznej (K16W03D10; kierownik: prof. dr hab. inż. Łukasz Berlicki);
- Katedra Chemii Fizycznej i Kwantowej (K17W03D10; kierownik: prof. dr hab. inż. Wojciech Bartkowiak);
- Katedra Chemii Organicznej i Medycznej (K20W03D10; kierownik: prof. dr hab. inż. Marcin Sieńczyk(inne języki));
- Katedra Inżynierii Bioprocesowej, Mikro i Nanoinżynierii (K21W03D05; kierownik: prof. dr hab. inż. Anna Trusek(inne języki));
- Katedra Inżynierii i Technologii Polimerów (K23W03D05; kierownik: prof. dr hab. inż. Andrzej Trochimczuk(inne języki));
- Katedra Inżynierii i Technologii Procesów Chemicznych (K24W03D05; dr hab. inż. Agnieszka Saeid);
- Katedra Inżynierii Procesowej i Technologii Materiałów Polimerowych i Węglowych (K25W03D05; kierownik: prof. dr hab. inż. Grażyna Gryglewicz);
- Katedra Zaawansowanych Technologii Materiałowych (K26W03D05; kierownik: prof. dr hab. inż. Katarzyna Chojnacka).

## Władze
Dziekan i prodziekani wydziału:
- Dziekan: dr hab. inż. Piotr Rutkowski(inne języki)
- Prodziekan ds. ogólnych: prof. dr hab. inż. Jarosław Myśliwiec(inne języki)
- Prodziekan ds. kształcenia: prof. dr hab. inż. Joanna Cabaj(inne języki)
- Prodziekan ds. studenckich: dr hab. inż. Agata Łamacz
- Prodziekan ds. Współpracy z otoczeniem: prof. dr hab. inż. Marcin Sieńczyk(inne języki)
- Prodziekan ds. rozwoju kadry i spraw społecznych: prof. dr hab. Rafał Latajka(inne języki)

Przewodniczący Rad Dyscyplin Naukowych:
- Nauki chemiczne: dr hab. inż. Robert Góra(inne języki)
- Inżynieria chemiczna: prof. dr hab. inż. Izabela Michalak(inne języki)
- Inżynieria materiałowa: prof. dr hab. inż. Jarosław Myśliwiec(inne języki)

## Edukacja
Wydział prowadzi studia na pięciu kierunkach:
- Biotechnologia
- Chemia / Chemia i analityka przemysłowa
- Inżynieria chemiczna i procesowa
- Technologia chemiczna
- Inżynieria materiałowa / Chemia i inżynieria materiałów

Dodatkową formą kształcenia są studia podyplomowe oraz szkolenia.